# Ceratosphys simoni
Ceratosphys simoni är en mångfotingart som beskrevs av Ribaut 1920. Ceratosphys simoni ingår i släktet Ceratosphys och familjen Opisthocheiridae. Inga underarter finns listade i Catalogue of Life.